# Andøya Space

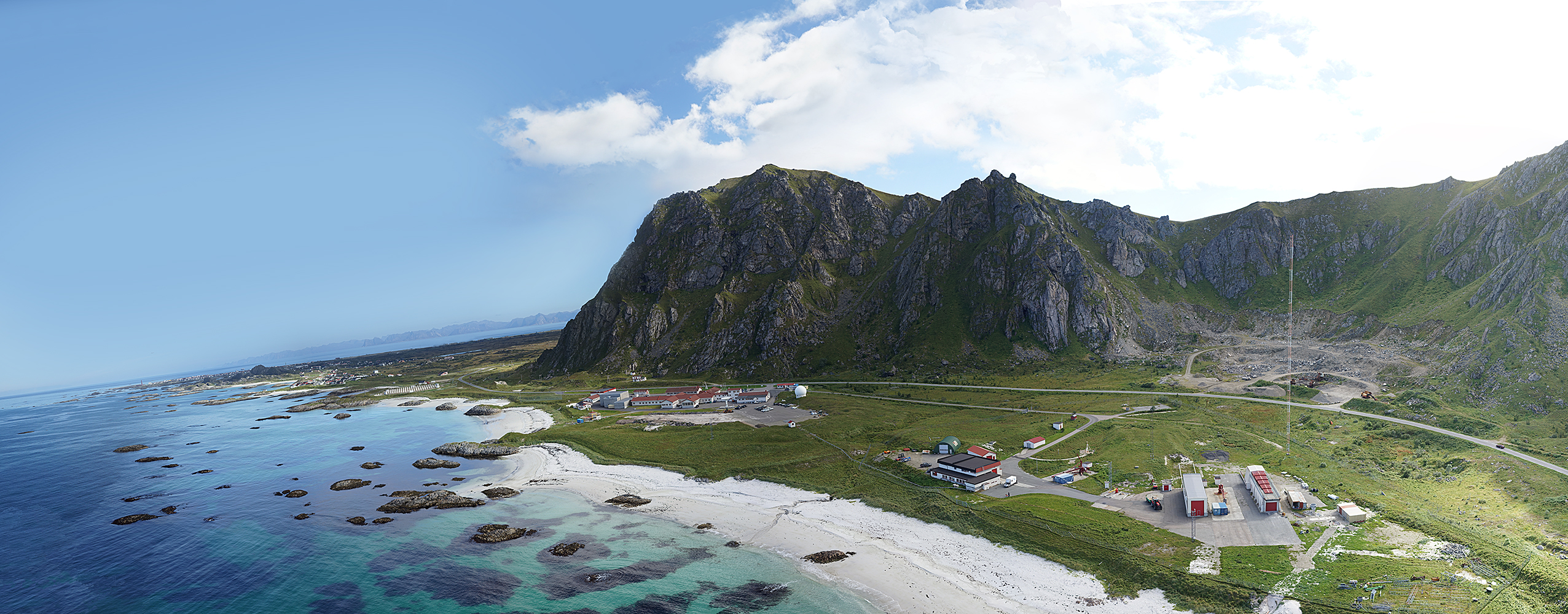
Oksebåsen med Andøya Space Center

Andøya Space (tidigare Andøya Space Center AS, eller Andøya Rakettskytefelt, före 2014 Andøya Rocket Range) är en raketbas i Oksnebåsen i Andøy kommun i Norge. Basen etablerades på 1960-talet. Den första raketuppskjutningen, av en sondraket, skedde 1962.
Andøya Space Center är en civil rymdbas, som ägs till 90 % av norska handels- och industridepartementet och till 10 % av Kongsberg Defence & Aerospace. Andøya Space Center  har två dotterbolag: Narom AS (Norwegian Centre for Space Related Education) och ATC AS (Andøya Test Center).
Sedan 1992 har 1 200 sondraketer skjutits upp från Andøya. 
Andøya Space Center driver också sedan 1997 Svalbard Rakettskytefelt (SvalRak) vid Ny-Ålesund i Svalbard.

## Incidenter
Den 25 januari 1995 utlöste en trestegsraket från Andøya alarmberedskap i Ryssland då den troddes vara en  interkontinental ballistisk robot som skjutits upp från en amerikansk ubåt i Norska havet. Det ryska utrikesdepartementet hade förvarnats om uppskjutningen men varningen hade inte nått generalstaben eller militären. Ryssland förberedde ett motanfall med kärnvapen mot USA och bilder av Boris Jeltsin med atomportföljen gick världen runt. När det upptäcktes att man hade felberäknat raketens bana annullerades anfallet.

## Bildgalleri

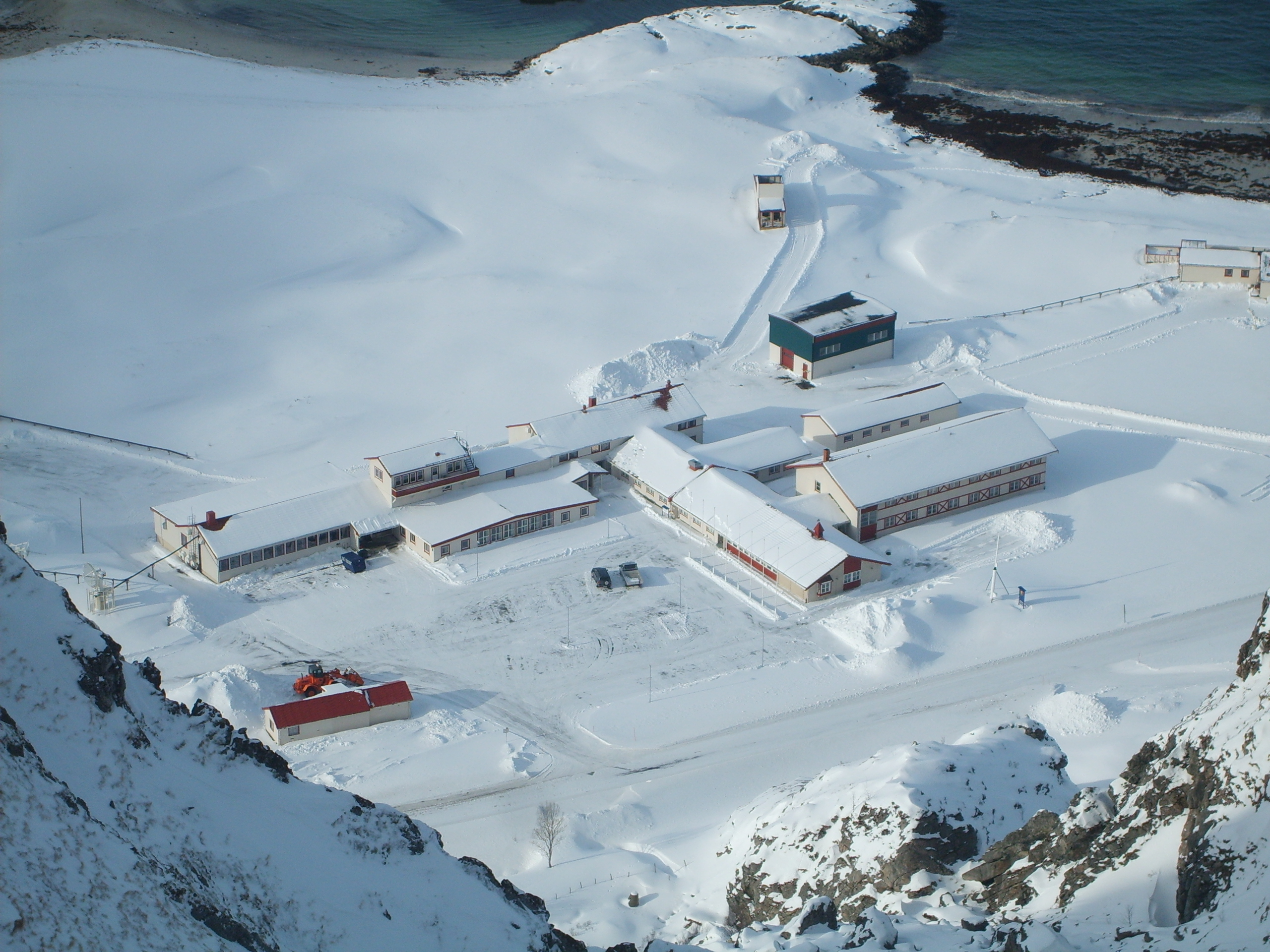
Flygbild vintertid
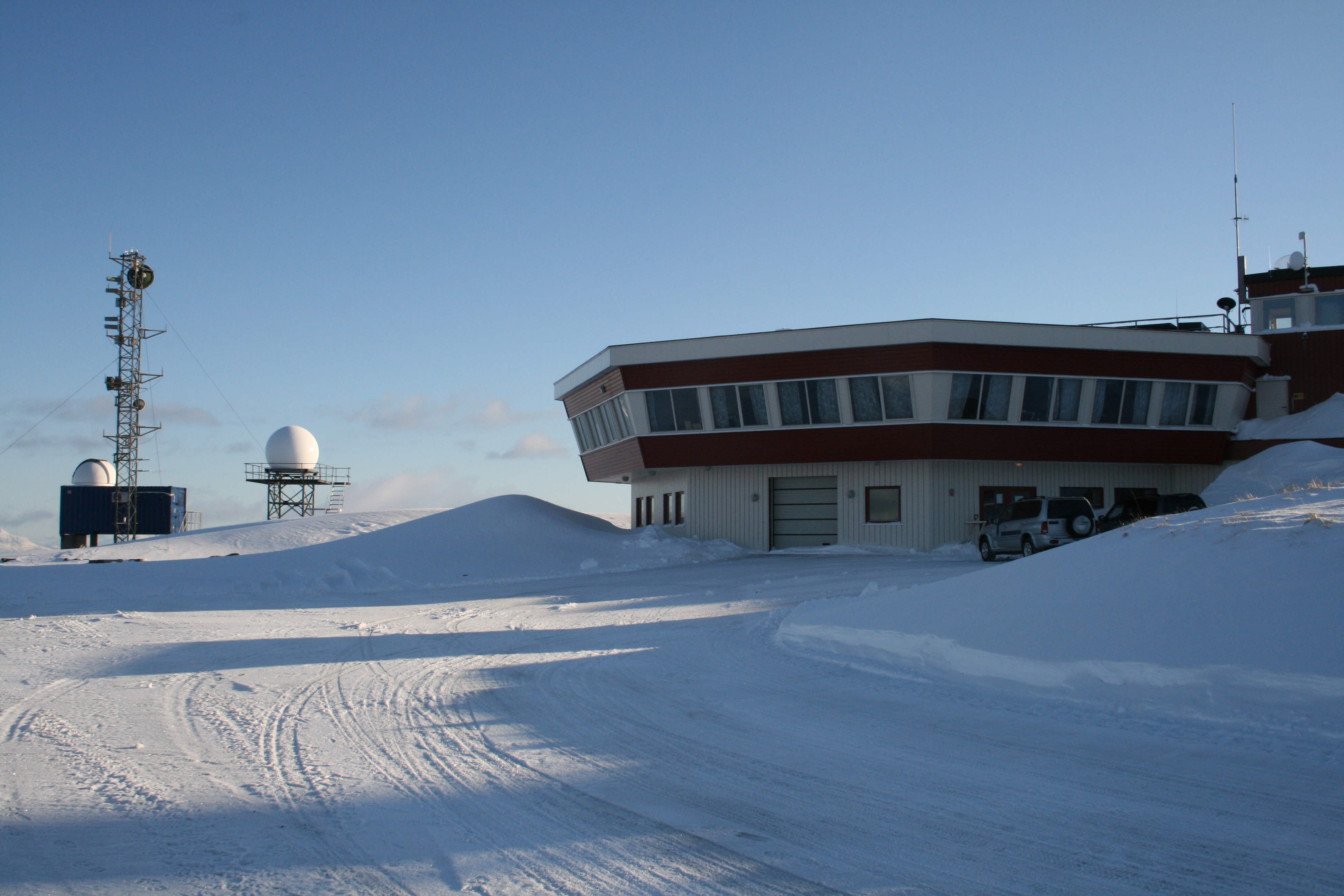
Arctoic Lidar Observatory, en del av Andøya Space Center
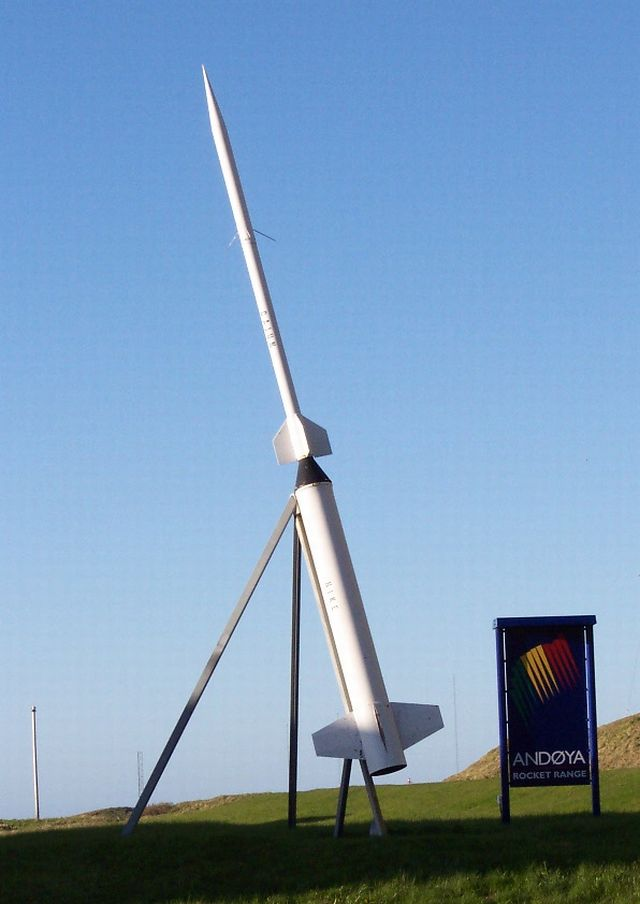
Nike-raket